# Довища
Довѝща (на гръцки: Εμμανουήλ Παππάς, Емануил Папас, до 1933 година Παππάς, Папас, до 1927 година Δοβίστα, Довиста) е село в Гърция, център на дем Довища, област Централна Македония.

## География
Селото е разположено на 17 километра източно от град Сяр (Серес) в Сярското поле в южното подножие на планината Сминица (Меникио).

## История

### Етимология
Според Йордан Н. Иванов името е патронимично, вероятно от начално *Духовища, от прилагателното Духов от личното име Духо, възможно и от Дуко.

### В Османската империя
През XIX век Довища е голямо гръцко дарнашко село, числящо се към Сярската кааза на Отоманската империя. Александър Синве ("Les Grecs de l’Empire Ottoman. Etude Statistique et Ethnographique"), който се основава на гръцки данни, в 1878 година пише, че в Добица (Dobitza) живеят 2320 гърци. В „Етнография на вилаетите Адрианопол, Монастир и Салоника“, издадена в Константинопол в 1878 година и отразяваща статистиката на населението от 1873 година, Дувища (Douvischta) е посочено като село с 212 домакинства, като жителите му са 600 гърци.
В 1891 година Георги Стрезов определя селото като част от Сармусакликол и пише:
| „ | Довища, голямо село на И от Сяр при полите на Боздаг. Пътят 3 часа е добър и прав. Жителите на това село са доста разбудени; нямайки достатъчно земя за обработване, отиват по другите села на работа. В Довище се обработват жита, грозде, памук и тютюн. Има гръцка църква и гръцко училище. 230 къщи с 1100 жители дърнаци. | “ |

Според статистиката на Васил Кънчов („Македония. Етнография и статистика“) от 1900 година селото брои 1500 жители гърци. По данни на секретаря на Българската екзархия Димитър Мишев („La Macédoine et sa Population Chrétienne“) в 1905 година християнското население на Довища (Dovichta) се състои от 1400 жители гърци и в селото работи гръцко начално училище.
Селото заедно с околните дарнашки села Субашкьой и Везник е основна база на гръцките андартски чети на Андреас Макулис и Стратис Адрамитиотис. В селото има голям гръцки революционен комитет, който поддържа складове за оръжие, а жителите му пренасят оръжието през Орфанския залив.

### В Гърция
Селото е освободено от османска власт през октомври 1912 година по време на Балканската война от части на Българската армия. Селото попада в пределите на Гърция след Междусъюзническата война в 1913 година.
През 1927 година селото е прекръстено на Папас, а в 1933 година на Емануил Папас.
| Име         | Име           | Ново име     | Ново име     | Описание                                   |
| ----------- | ------------- | ------------ | ------------ | ------------------------------------------ |
| Драница     | Ντρανίτσα     | Краниес Рема | Κρανιές Ρέμα | река на С и З от Довища                    |
| Драница     | Ντρανίτσα     | Кранотопос   | Κρανότοπος   |                                            |
| Дерви Чешме | Ντερβί Τσεσμέ | Платикорфо   | Πλατύκορφο   | връх в Сминица на СИ от Довища (1146 m)    |
| Идили       | Ίντιλι        | Диаватон     | Διαβατόν     | връх в Сминица на СИ от Довища             |
| Кара Баир   | Καρά Μπαΐρ    | Маврокорфи   | Μαυροκορφή   | връх в Сминица на СИ от Довища (1127, 2 m) |
| Копаница    | Κοπάνιτσα     | Поликорфон   | Πολύκορφον   | връх в Сминица на СИ от Довища (1256 m)    |
| Баджо       | Μπάτζος       | Каминада     | Καμινάδα     | връх в Сминица на СИ от Довища (1149 m)    |
| Демир Капия | Ντεμίρ Καπού  | Сидерорема   | Σιδερόρεμα   | река в Сминица на СИ от Довища             |
| Чурчула     | Τσουρτσουλα   | Врисаки      | Βρυσάκι      | извор в Сминица на СИ от Довища            |

## Личности
Родени в Довища
- Андонис Малярис (р. 1941), гръцки писател
- Атанасиос Папафотиу (1870 – 1948), гръцки просветен деец
- Емануил Папас (1772 – 1821), виден гръцки революционер
- Парисис Панос (1887 – 1917), гръцки лекар и революционер
- Хрисанти Хадзиелевтериу (1874 – 1937), гръцка учителка и революционерка

Починали в Довища
- Андреас Макулис (? – 1907), гръцки андартски капитан